# Bahía de Copano
La bahía de Copano es una extensión noroeste de la bahía de Aransas, al oeste de Rockport, Texas, en los condados de Refugio y Aransas . Se abastece con agua de mar del golfo de México por medio de la bahía de Aransas y se alimenta de agua dulce del río Aransas, el río de la Misión y el arroyo Copano. Como estuario, la bahía alberga un ecosistema diverso que consta de varias aves, incluida la grulla trompetera que está en peligro de extinción, y numerosos peces y mariscos como las ostras. Está clasificado como vivero de camarones, lo que prohíbe cualquier producción de estos a partir de la bahía. La bahía de Copano también es un lugar histórico para la usanza y asentamiento humanos que se remonta al siglo XVIII, comenzando con el puerto histórico de El Copano y los asentamientos del siglo XIX de St. Mary's of Aransas y Copano. Los pueblos actuales de Bayside, Copano Village y Holiday Beach fueron fundados en el siglo XX. El petróleo y el gas natural se bombean desde debajo de la superficie de la bahía y contribuyen al sustento de las economías locales. Recientemente, las áreas alrededor de la bahía se vieron afectadas por el huracán Harvey que la cruzó como un huracán de categoría 3.

## Historia
La bahía de Copano fue habitada por los indígenas nómadas Aransas, quienes construyeron campamentos a lo largo de la costa hace 4 mil años. El pueblo Aransas abandonó el área hace aproximadamente 700 años y fue reemplazada hacia el 1400 d. C. por los indígenas Copane que le dan nombre a la bahía. Los Copane eran uno de los cinco grupos que componían los Karankawas, cazadores-recolectores que ocuparon la costa media de Texas.
Se piensa que Cabeza de Vaca fue el primer europeo en avistar la bahía a principios del siglo XVI, como lo demuestran las descripciones en sus cuadernos de bitácora que coinciden con los pormenores del área. Se cree que Diego Ortiz Parrilla fue el primer europeo en explorar la bahía en 1766. La llamó Santo Domingo, pero luego se cambió a Copano, después de que el puerto de Copano se inaugurara oficialmente en 1785 en la costa noroeste. Posteriormente, el puerto sirvió como escenario de importancia estratégica durante la Revolución de Texas y la Guerra de Secesión, y fue el sitio de un asentamiento que en la actualidad está completamente abandonado. El pueblo de St. Mary's of Aransas fue fundado al suroeste de Copano y prosperó como un puerto y mercado de madera, hasta que numerosos naufragios causados por los arrecifes ocultos de la bahía descontinuaron su uso en 1875. Al igual que Copano, está en la actualidad abandonado.
Más al suroeste, en la desembocadura del río Aransas, se estableció el pueblo de Black Point en la década de 1840. El sitio fue atacado por aborígenes varias veces antes de que el asentamiento fuera abandonado. Sin embargo, se restableció a principios del siglo XX como la actual ciudad de Bayside. Los promotores inmobiliarios de Bayside tenían como objetivo atraer a productores de frutas y verduras a las parcelas disponibles que se publicitaron por todo el país, pero los especuladores compraron grandes cantidades de tierra lo que aumentó la demanda y obligó a una mayor anexión. El censo del año 2000 informó que 360 personas vivían en la ciudad. Las ciudades de Fulton y Rockport se establecieron en la bahía de Aransas a fines del siglo XIX y luego expandieron la urbanización a lo largo de la mayor parte de la costa este de la bahía de Copano. Dichas urbanizaciones incluyen Copano Village, el cual registró 210 residentes en el año 2000, y la comunidad Holiday Beach de mil residentes justo al oeste del parque estatal Goose Island en la península de Lamar.

## Características

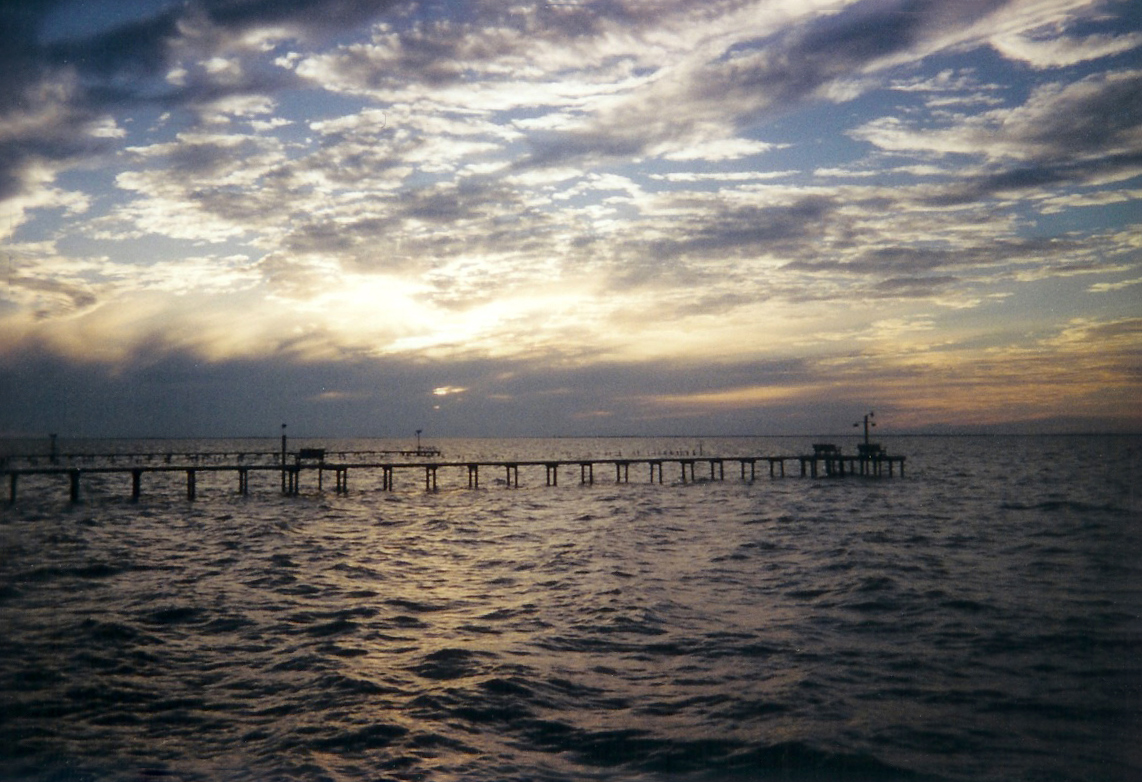
Muelles frente a la costa este de la bahía de Copano con la forma de la bahía en el horizonte

La bahía de Copano es de aproximadamente diecinueve por diez km (doce por seis millas), orientada de suroeste a noreste. Se encuentra principalmente en terrenos sin urbanizar, aunque los ranchos se localizan en partes de las costas oeste, sur y norte. Las extensiones principales incluyen la bahía de la Misión que se extiende hacia el norte hasta la desembocadura del río de la Misión, y Port Bay hacia el oeste, que representa el límite meridional de la península de Live Oak. La península está ubicada en la costa este de la bahía de Copano y está bordeada de casas y residencias de playa que comienzan justo al oeste de la caleta de Salt Lake hasta la punta de la península de Live Oak en la confluencia de las bahías de Copano y Aransas. Esta abertura es abarcada por la bahía de Copano y el muelle de pesca de la bahía de Copano, que alguna vez sirvió de cruce principal hacia la península de Lamar. Holiday Beach se encuentra en la costa noreste de la bahía de Copano en la península de Lamar. Justo al norte de la comunidad se encuentra la desembocadura del arroyo Copano, que marca el punto más septentrional de la bahía. Desde aquí, la costa gira hacia el sudoeste pasando el yacimiento de petróleo y gas de la bahía de Copano y cuatro cenagales antes de llegar a las ruinas del pueblo fantasma de Copano en punta Copano, marcado por acantilados blancos. En esa punta, el arrecife de Copano sobresale casi hasta la mitad de la bahía. Más al suroeste, pasando la desembocadura de la bahía de la Misión, Bayside se extiende a lo largo de la costa hasta la desembocadura del río Aransas. La costa da un giro hacia el sureste desde este punto, pasando los llanos de Egery e isla Egery por el lago Swan y hasta la desembocadura de Port Bay.
La profundidad máxima de la bahía es 3 metros (3,3 yd) y a diferencia de la Laguna Madre [aproximadamente 130 km (80 millas) por la costa hacia el sur], no es hipersalina. Los ríos de la Misión y Aransas son las principales fuentes de agua dulce: pequeños ríos con riberas profundas que atraviesan un paisaje bordeado de árboles de madera dura. Sus influjos se incrementan en la época de precipitaciones significativas y alcanzan sus máximos estacionales durante el otoño. Estos ríos no han sido represados y, por lo tanto, fluyen libremente. En ambas desembocaduras, los pantanos, que cubren varias millas cuadradas, se extienden desde las confluencias con la bahía de Copano y forman varios lagos salinos.

## Ecosistema
La bahía de Copano sirve como criadero de camarones lo que atrae una gran cantidad de gallinetas nórdicas. En la bahía también se pueden encontrar abundantes colecciones de corvinas negras, platijas y truchas. Las ostras crecen en grandes cantidades para formar en el estuario arrecifes alargados «orientados perpendicularmente al flujo de las mareas». Los arrecifes proporcionan hábitat para peces y sustento para una amplia variedad de aves, incluyendo la yaguasa piquirroja, la cigüeñuela cuellinegra, el pelícano pardo, la pagaza piquinegra, la garceta rojiza, la sevilla, el chingolo costero, el morito cariblanco y la grulla trompetera. La especie dominante de gasterópodo en la bahía es Eulimastoma harbisonae.
En 2003, el Departamento del Interior de los Estados Unidos otorgó $574 000 al departamento de parques y vida silvestre de Texas para comprar más de 900 acres (3,6 km²)   de hábitat óptimo para la observación de aves en los llanos de Egery y la desembocadura del río Aransas, a fin de evitar un mayor urbanización.

## Industria
Hay pozos de petróleo y gas natural tanto en tierra como en alta mar en la bahía de Copano. En ella se encuentran tres yacimientos de petróleo y gas natural, incluido el homónimo, justo al oeste de Holiday Beach, el yacimiento de petróleo de la bahía de Copano sur, justo frente a la costa de Bayside, y el yacimiento de gas y petróleo de playa West Fulton al oeste de la península de Live Oak. En 1997, un oleoducto, propiedad de Koch Industries, se reventó en el pantano del condado de Refugio, dos millas (3 km) al oeste de la bahía de Copano cerca del río Aransas, derramando mil galones (3785 L) de petróleo sobre un área de 10 acres (40 468,6 m²). El petróleo no llegó a la bahía de Copano, lo que evitó un desastre ambiental menor. La bahía de Copano está restringida a la pesca de camarones debido a su denominación como bahía criadero.